# Кубок мира по шашкам-64 2012
Кубок мира по шашкам-64 2012 — соревнование по шашкам, этапы которого проходили в 2012 году.
Всего на этапах Кубка мира 2012 участвовали 168 спортсменов из 17 стран: Азербайджана, Беларуси, Китая, Демократической Республики Конго, Эстонии, Замбии, Израиля, Казахстана, Латвии, Литвы, Мальты, Молдовы, Польши, России, Украины, Узбекистана и Экваториальной Гвинеи. Среди них было 9 международных гроссмейстеров, 4 международных мастера, 6 мастеров ФМЖД. В зачётную зону, дающую кубковые очки попали 73 шашиста.

## Победители этапов
| Номер этапа | Название                                     | Победитель         | Страна  |
| ----------- | -------------------------------------------- | ------------------ | ------- |
| 1           | «Турнир памяти Е. Степанова»                 | Александр Шварцман | Россия  |
| 2           | «Белые Ночи-2012»                            | Сергей Белошеев    | Украина |
| 3           | «Кубок информационных технологий»            | Владимир Скрабов   | Россия  |
| 4           | «Тихвин-2013»                                | Владимир Скрабов   | Россия  |
| 5           | «Турнир памяти Чапичева»                     | Сергей Белошеев    | Украина |
| 6           | «К 100-летию со дня рождения Василия Сокова» | Сергей Белошеев    | Украина |

## Итоговые результаты (первые 10 спортсменов)
| Место | Участник            | Страна  | Очки | Турниры |
| ----- | ------------------- | ------- | ---- | ------- |
| 1     | Сергей Белошеев     | Украина | 87,5 | 3       |
| 2     | Владимир Скрабов    | Россия  | 81,5 | 3       |
| 3     | Дмитрий Цинман      | Россия  | 57   | 3       |
| 4     | Константин Савченко | Украина | 39   | 3       |
| 5     | Дмитрий Мельников   | Россия  | 28   | 2       |
| 6     | Александр Шварцман  | Россия  | 25   | 1       |
| 7     | Владимир Меркин     | Россия  | 22,5 | 1       |
| 8-10  | Гаврил Колесов      | Россия  | 21   | 1       |
| 8-10  | Дмитрий Лонд        | Россия  | 21   | 1       |
| 8-10  | Владислав Мазур     | Украина | 21   | 1       |